# غريغ هانتينغتون
غريغ هانتينغتون (بالإنجليزية: Greg Huntington)‏ هو لاعب كرة قدم أمريكية أمريكي، ولد في 22 سبتمبر 1970 في موريستاون في الولايات المتحدة.

## وصلات خارجية
- غريغ هانتينغتون على موقع مرجع كرة القدم المحترفة.كوم (الإنجليزية)